# Pterolophia basiflavipennis
Pterolophia basiflavipennis là một loài bọ cánh cứng trong họ Cerambycidae.